# Habib Gock
Mekang Muhamedou Habib Gock (* 23. April 1982 in Douala) ist ein kamerunischer Fußballspieler.

## Karriere
Der Kameruner begann seine Karriere in seiner Heimat beim Zweitligisten Maritim Duala. Danach wechselte er zum Ligarivalen Sporting TNUC Duala. 2004 debütierte er in der höchsten Spielklasse des Landes bei Caïman Douala. 2005 wurde er vom FC Nistru Otaci aus Moldawien verpflichtet, bei dem er vier Spielzeiten verbrachte. 2009 ging er zum Ligakonkurrenten FC Dacia Chișinău. Im Jahr 2010 wurde er vom kasachischen Verein Aqschajyq Oral verpflichtet.